# 起源号

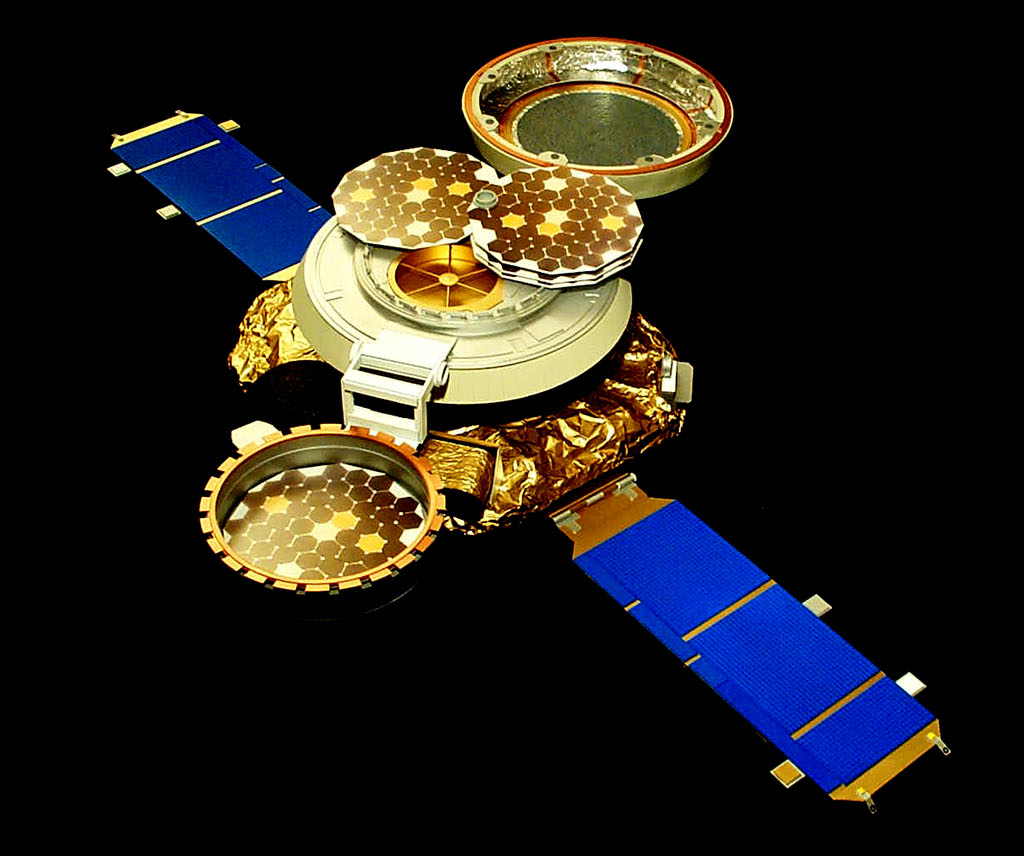
起源号探测器。

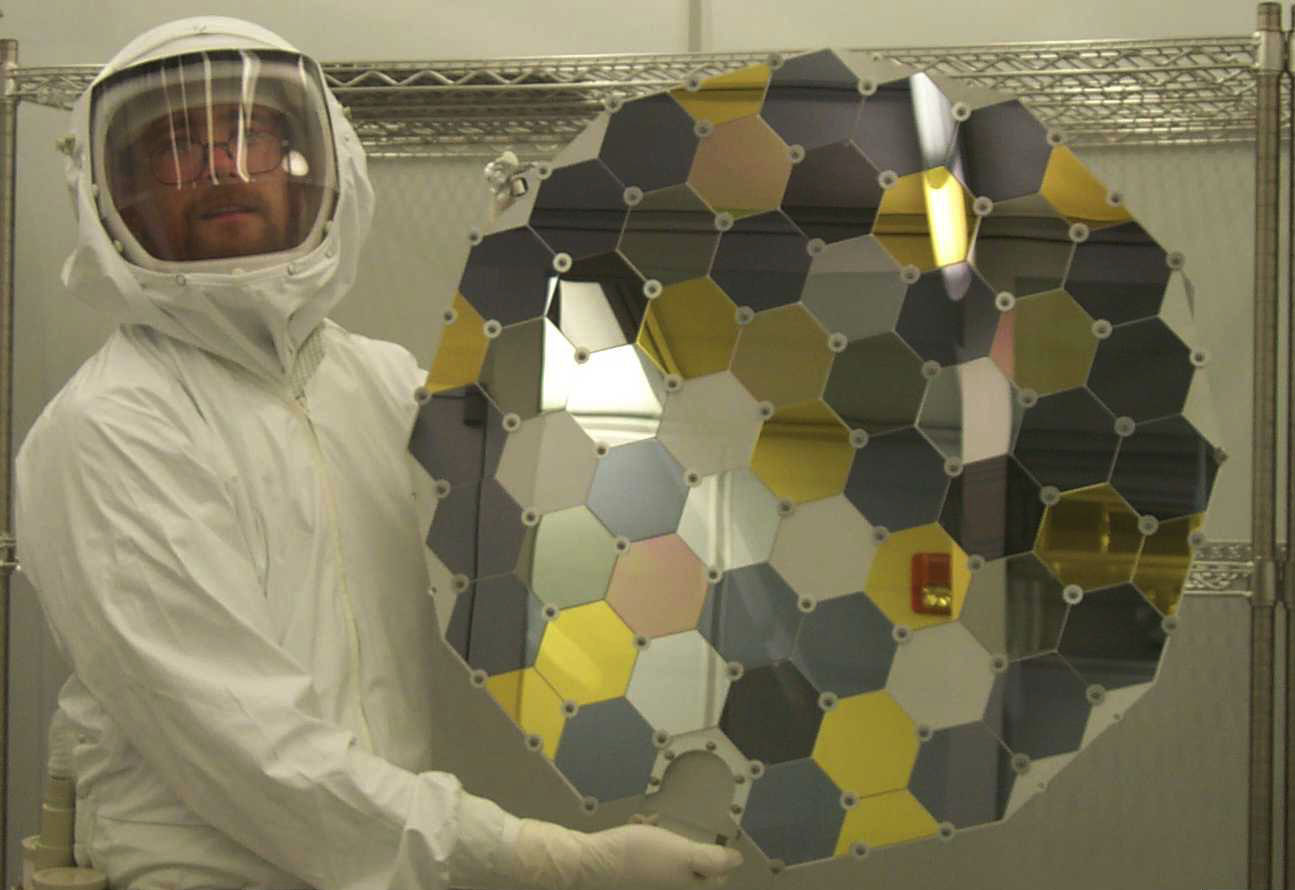
起源号上用于采集太阳风粒子的硅化玻璃盘。

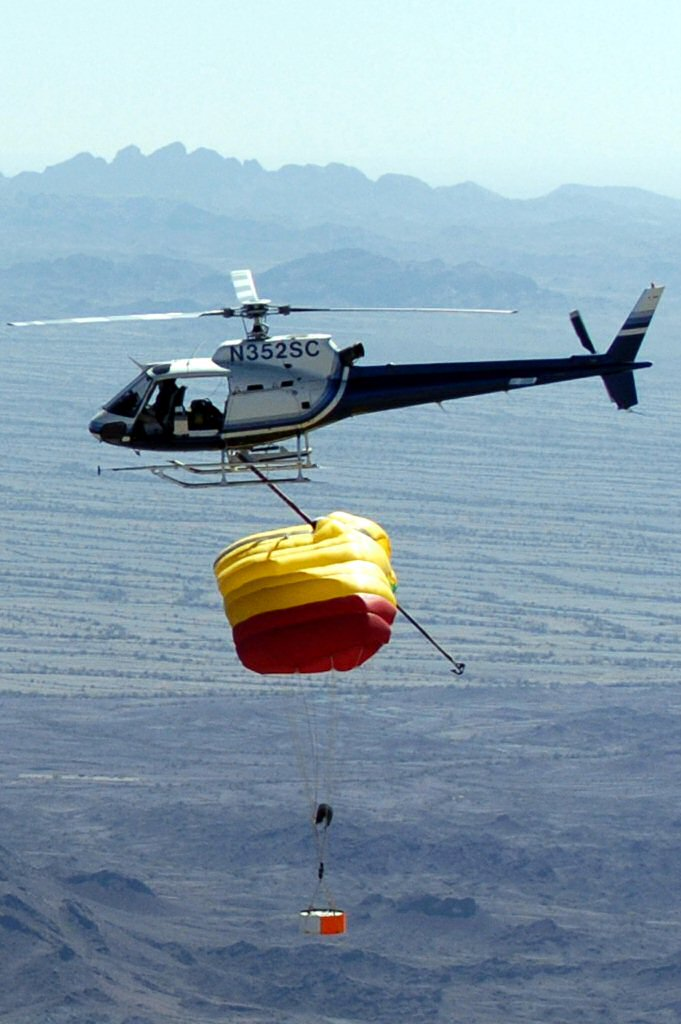
起源号探测器计划用直升飞机钩住返回舱的降落伞。

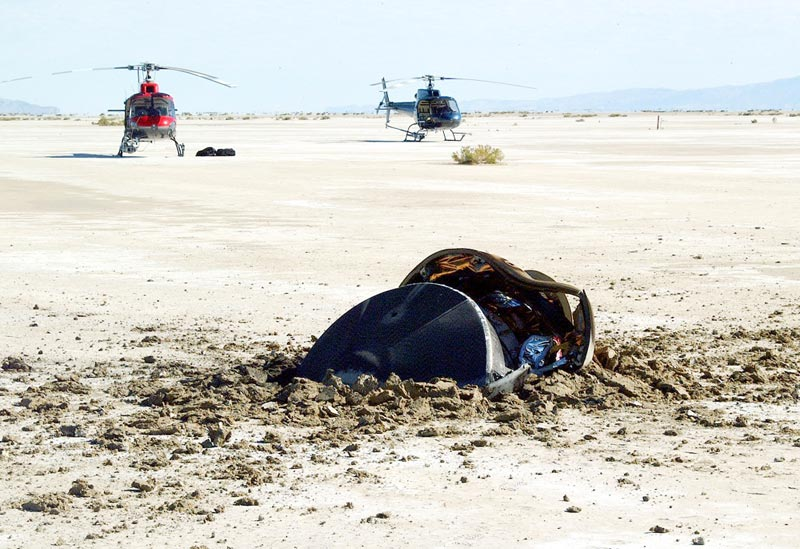
返回舱降落伞没能打开，直径1.5米、重275公斤的返回舱坠落在犹他州的沙漠上并裂开。

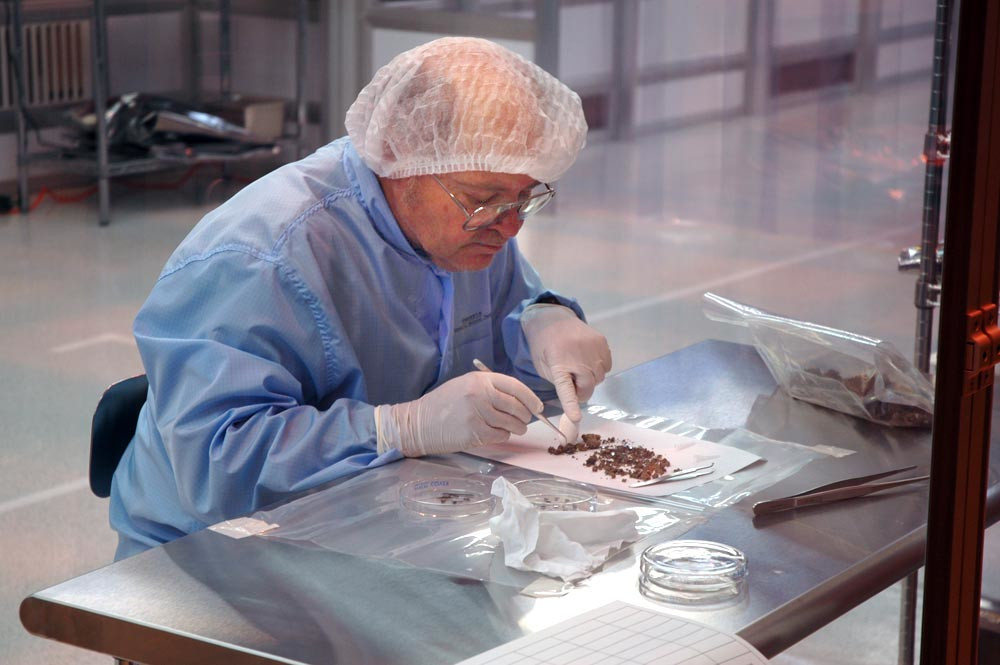
起源号研究人员对采集到的样品进行分析。

起源号探测器（Genesis）是美国2001年发射的一个空间探测器，主要目的是搜集太阳风粒子，以解开有关太阳系的起源和演化等方面的问题，总投资约2.6亿美元。
起源号探测器的主要装备是5个六边形的硅化玻璃盘，作为太阳风粒子的采集板，每个10厘米大小，由高纯度的蓝宝石、金刚石镶嵌而成，并有硅和金涂层。发射后能够对准太阳风吹来的方向，在探测到太阳表面喷发的时候打开，以捕捉太阳风物质。
起源号探测器在大部分时间内工作在离地球150万公里的L1拉格朗日点附近，这里位于地球磁层之外，避免了地球磁场对太阳风粒子的污染。
大事记：
- 2001年8月8日 - 从美国的卡纳维拉尔角由德尔塔-2运载火箭发射升空。
- 2001年11月 - 开始采集太阳风粒子的标本
- 2004年4月1日 - 采集结束，起源号探测器开始返航。
- 2004年9月8日 - 起源号探测器返回舱返回地球大气层。

为保证202千克重的返回舱在落地时的震动不会污染封存的太阳风粒子，原计划在降落阶段，降落伞在6600米高处打开，在2850米高处由好莱坞特技飞行员弗莱明等三人驾驶直升飞机用6米长的吊钩钩住降落伞，对返回舱进行回收。如果此次抓钩失败，当返回舱降至150米到300米高处时由第二架直升飞机将降落伞钩住。弗莱明等人事先已经过了12次演练，无一失败。然而在返回当天却由于原始設計圖問題使得航空電子組件中的加速度計安裝錯誤，导致後來降落伞没能按原计划打开，返回舱以320 km/h的速度坠落在犹他州的沙漠上，并且变形损坏，一半撞入地面并裂开，搜集到的太阳风粒子受到污染。
后来科学家们对搜集到的标本进行检查后认为太阳风粒子样品基本保存完好。

## 参阅
- 太阳风
- 太阳系
- 太陽系探測器列表